# كارل باركس
كارل باركس (بالإنجليزية: Carl Barks) هو أديب أميركي من أصل هولندي، من مواليد 27 مارس عام 1901م، وتوفي بتاريخ 25 أغسطس 2000م، وكان من الأدباء ألف كثيرا من الشخصيات لشركة ديزني من ضمنها شخصيات ميكي ماوس وبطوط و عم دهب و كانت لروايتاه منافع كثيرة للبشرية مثل اكتشاف جزئ الميثيلين و طريقة رفع السفن التي عرفها الناس بعد حادث غرق عبارة الكويت و كانت الشخصيات التي صنعها هي التي قال عنها (أوسومو تازوكا) الأب الروحى للأنيميشن أنه استمد أفكاره منها و أيضا نشرت في قصة لهم عام 2002 قصة شبيهة للفيلم الشهير Inception فمن يعرف القصة يعرف أن الفيلم لم يكن هو أول من تناول الموضوع.

## وصلات خارجية
- Carl Barks at the Lambiek Comiclopedia  [لغات أخرى]‏
- كارل باركس على موقع IMDb (الإنجليزية)
- كارل باركس على موقع الموسوعة البريطانية (الإنجليزية)
- كارل باركس على موقع مونزينجر (الألمانية)
- كارل باركس على موقع قاعدة بيانات الفيلم (الإنجليزية)
- The HTML Barks base
- Carl Barks.dk
- Thoughts on Carl Barks's Hundredth Birthday نسخة محفوظة 20 فبراير 2020 على موقع واي باك مشين. – An essay by Michael Barrier  [لغات أخرى]‏
- Carl Barks Correspondance, 1963 - 1984 في أرشيف الإنترنت(أرشفت في  أكتوبر 15, 2007) – A finding Guide by Tony Gardner
- The "Donald Duck as prior art" case – Patent case discussion on Ius Mentis